# سکس تلفنی

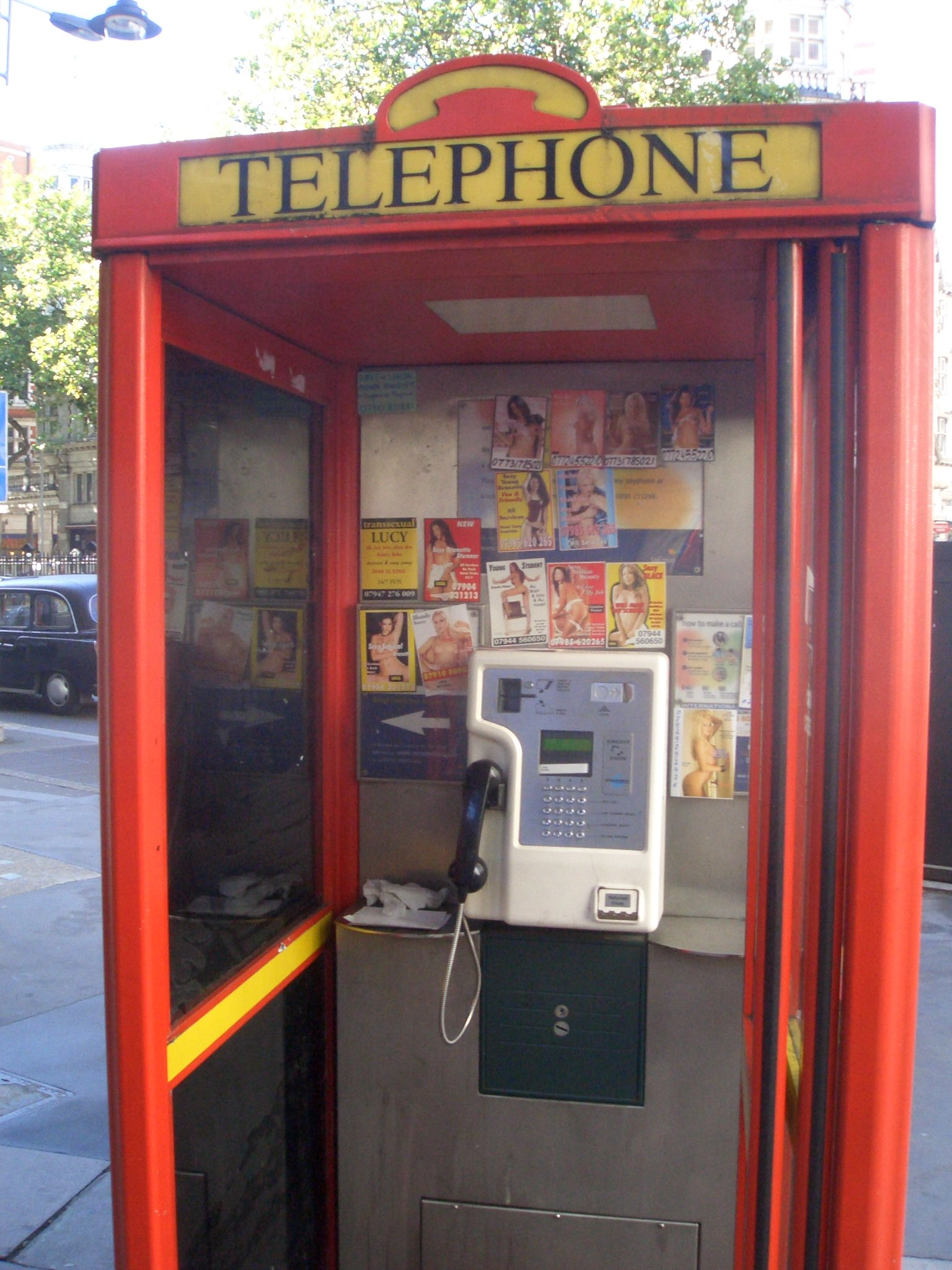
آگهی‌های سکس تلفنی در کیوسک تلفن

سکس تلفنی عبارت است از گفتگوی تلفنی و استفاده از عبارات و واژه‌های جنسی و سکسی با لحن و حالت‌هایی که نزدیکی جنسی را توصیف می‌نماید. در اینترنت و ماهواره، سایت‌ها و شبکه‌هایی موجود است که به سرویس دهی به این عمل مشغول هستند.
رابطه جنسی از طریق تلفن این گونه انجام می‌شود که دو نفر با تلفن مشغول صحبت می‌شوند یا برای یکدیگر تصویرهایی ارسال می‌کنند و یک طرف یا هر دو با تصور کردن حضور طرف مقابل شروع به خود ارضایی می‌کنند.
سکس تلفنی ممکن است اشکال مختلفی داشته باشد: صداهای تحریک کننده جنسی، پیشنهادها و درخواست‌های جنسی، داستان‌ها و تعریف کردن خاطرات جنسی، بحث در مورد موضوعات شخصی و حساس یا حس علاقه به طرف مقابل.
جایگزینی برای صمیمیت جنسی :
سکس تلفنی شامل تماس جسمی بین افراد نمی‌شود. گاهی دو طرف تصمیم می‌گیرند وقتی از یکدیگر دور هستند برای از بین نرفتن صمیمیت، از طریق تلفن رابطه جنسی برقرار کنند.
با این وجود این بحث مطرح است که آیا سکس تلفنی می‌تواند جایگزین مناسبی برای صمیمیت بین افرادی که در یک رابطه هستند باشد یا خیر. البته این نوع رابطه نباید با روابط روسپی گری یا تن‌فروشی که در آن‌ها در ازای رابطه جنسی پول دریافت می‌شود اشتباه گرفته شود.